# 廣明 (唐朝)
廣明（880年正月—881年七月）是唐僖宗李儇的第二個年號，共计2年。

## 改元
- 乾符七年——正月一日，改元廣明元年。[2][3][4]
- 廣明二年——七月十一日，改元中和元年。[5][6][7]

## 大事記
广明元年十二月（881年1月），唐朝起义军首领黄巢攻入长安，唐僖宗逃难四川。

## 紀年
| 廣明 | 元年  | 二年  |
| ---- | ----- | ----- |
| 公元 | 880年 | 881年 |
| 干支 | 庚子  | 辛丑  |

## 同期存在的其他政权年号
- 中國
  - 王霸（878年－880年）：唐朝時期—民變領袖黄巢之年號
  - 金統（880年－884年）：唐朝時期—民變領袖黄巢之年號
  - 貞明（878年－？）：南詔—隆舜之年號
  - 承智（？－？）：南詔—隆舜之年號
  - 大同（？－888年）：南詔—隆舜之年號
- 日本
  - 元慶（877年－885年）：平安時代—陽成天皇、光孝天皇之年號

## 參看
- 中國年號索引
- 其他使用廣明年號的政權